# Риџвеј (Висконсин)
Риџвеј (енгл. Ridgeway) град је у америчкој савезној држави Висконсин.

## Демографија
По попису из 2010. године број становника је 653, што је 36 (-5,2%) становника мање него 2000. године.
| Група             | 2000.       | 2010.       |
| Белци             | 677 (98,3%) | 619 (94,8%) |
| Афроамериканци    | 0 (0,0%)    | 0 (0,0%)    |
| Азијати           | 9 (1,3%)    | 0 (0,0%)    |
| Хиспаноамериканци | 0 (0,0%)    | 33 (5,1%)   |
| Укупно            | 689         | 653         |